# 한부모
한부모(영어: single/solo parent)는 홀로 아이를 키우는 부모를 말한다. 미혼모(未婚母, 문화어: 해방처녀, 영어: single mother/mom)는 결혼을 하지 않은 상태로 아이를 낳은 여자, 미혼부(未婚父, 영어: single father/dad)는 결혼을 하지 않은 상태로 아이가 있는 남자를 말한다. 결혼은 하지 않고 입양 또는  정자은행을 통해 자발적으로 아이만 낳아 기르는 여자는 비혼모(非婚母, 영어: Choice mom)라고 한다.

## 역사
역사적으로 단일 부모가 되는 것은 질병, 전쟁, 살인, 업무상 사고 및 산모 사망률로 인한 부모 사망률 때문에 흔했다. 역사적인 추정에 따르면 17세기와 18세기 프랑스, 영국 또는 스페인에서는 최소 1/3의 아이들이 어린 시절 한 명의 부모를 잃었다고 한다. 19세기 밀라노에서는 모든 아이들의 약 절반이 20세까지 최소 한 명의 부모를 잃었고, 19세기 중국에서는 거의 1/3의 소년들이 15세까지 한 명의 부모 또는 두 명 모두를 잃었다. 또한 재혼 비율이 높았기 때문에 한부모가 되는 것은 종종 지속 기간이 짧았다.
이혼은 역사적으로 일반적으로 드물었고(문화와 시대에 따라 다르지만), 중세 유럽에서 특히 이혼은 매우 어렵게 되었다.

## 대한민국
미혼모는 사회, 문화, 경제, 정치적 요인들에 의해 깊은 영향을 받는다. 현실적으로 미혼모들은 임신으로 인한 사회적 낙인, 미혼부(未婚父)의 존재를 배제한 채 미혼모에게만 책임을 묻는 이중적 성규범, 분만 이후의 아기 입양 여부 그리고 사회 재적응 등의 어려운 문제를 개인이 혼자 책임지고 있는 상황이다. 대다수의 미혼모는 정서적으로 불안정한 발달단계에 있으며 준비되지 않은 임신으로 인해 많은 정서적 혼란을 겪는다. 또 자신이 낳은 아이를 떠나보낸 것에 대해 깊은 상처가 남는 것이 대다수 미혼모의 현실이다.
대한민국 사회는 1970년대 이후 빠른 속도의 산업화와 도시화에 따른 역기능 현상의 하나로서, 서구의 성 개방 풍조가 급격히 밀어닥치게 되었다. 청소년의 신체적 성숙 연령은 낮아지고 행동의 자유는 커짐에 따라 성에 대한 행동은 적극적인 양상을 띠게 되었다.
1990년대 이후 미혼모의 연령이 급격히 낮아지는 현상을 보이는데, 1984년에는 10대 미혼모 비율이 24.9%였으나 1993년 55.2%, 1996년에는 49.6%, 1998년에는 55.1%, 2000년에는 66.5%로 2배 이상 증가하였다.
혼전 임신은 최소 연간 60만건 이상으로 이 중 15~19세 임신이 연간 30만건 이상 발생하는 것으로 추산되며 이는 해당 연령 인구의 16%에 달한다. 특히 만 15세 이하 비율은 1999년 6%에서 2000년 8.7%로 증가하고 있다.
미혼부는 출생신고만 할 수 있다면 인지의 효력이 생겨 친자로 등재된다. 혼외자는 모가 출생신고를 하도록 하고 있지만, 실무상 부가 단독으로 출생신고를 한 경우에도 인지의효력이 있으므로 출생신고를 인정해왔다.  2011년 6월 30일부터 "모의 인적 사항의 유무는 출생사실의 유무뿐 아니라 인지라는 신분행위의 적부 판단에서도 필요불가결한 사항이다"라는 이유로 모 불상의 출생신고를 수리하지 않게 되었다. (모가 혼인 중에 있는 경우 인지를 할 수 없으므로) 2015년에 모를 알 수 없는 혼외자는 부가 가정법원의 친자 확인을 받으면 출생신고를 할 수 있도록 법이 개정됐다. 2006년 하반기에 방영한 일본의 지상파 민영 상업 방송사 닛폰 TV 방송망의 수요드라마 '14세의 어머니'를 비롯한, 2022년 MBN에서 방영한 '고딩엄빠'의 프로그램의 대표적 선례가 있다.

## 해외

### 가계
2011년 OECD 국가 전체 가구 중 한부모 가구 비율은 3~11%대로 평균 7.5% 수준이었다. 호주(10%), 캐나다(10%), 멕시코(10%), 미국(10%), 리투아니아(10%), 코스타리카(11%), 라트비아(11%), 뉴질랜드(11%)에서 가장 높았고, 일본(3%), 그리스(4%), 스위스(4%), 불가리아(5%), 크로아티아(5%), 독일(5%), 이탈리아(5%), 키프로스(5%)에서 가장 낮았다. 비중은 아일랜드와 영국 모두 9%였다.
2005/09년 자녀를 둔 가구 중 한부모 가구의 비율은 일본 10%, 네덜란드 16%, 스웨덴 19%, 프랑스 20%, 덴마크 22%, 독일 22%, 아일랜드 23%, 캐나다 25%, 영국 25%, 미국 30%였다. 미국의 비율은 1980년 20%에서 2008년 30%로 증가하였다.
경제협력개발기구(OECD) 국가 중 대부분의 한부모 가구는 어머니가 가장을 맡고 있으며, 아버지가 가장을 맡고 있는 비율은 9%에서 25% 사이로 에스토니아(9%), 코스타리카(10%), 키프로스(10%), 일본(10%), 아일랜드(10%), 영국(12%)에서 가장 낮았고, 노르웨이(22%), 스페인(23%), 스웨덴(24%), 루마니아(25%), 미국(25%)은 호주(25%)에서 가장 높았다.

### 아이들
2016/17년 한부모 가구에 사는 자녀의 비율은 OECD 국가마다 6%에서 28% 사이로 차이가 났고, OECD 국가 평균은 17%로 튀르키예(2015년, 6%), 그리스(8%), 크로아티아(8%), 폴란드(10%)에서 가장 낮았으며, 프랑스(23%), 영국(23%), 벨기에(25%), 리투아니아(27%), 라트비아(28%)에서는 19%로 가장 높았다.
한부모 가정에 사는 아이들 중 대부분은 어머니와, 다른 아이들은 아버지와 함께 살고, 다른 아이들은 두 부모와 거의 동등한 시간을 보내는 공유 육아 방식을 가지고 있다. 주로 한부모와 함께 사는 아이들 중 대부분은 어머니와 함께 산다. 2016년(또는 최근 가능한 해)에, 6-12세의 비율은 OECD 국가들 중에서 5%에서 36%였다. 벨기에(17%), 스웨덴(23%), 그리고 슬로베니아(23%)에서 가장 낮았다.
2005/06년 11- 15세 자녀의 부모 중 한 명과 함께 공동 육아를 하는 비율은 1%에서 17% 사이로 스웨덴에서 가장 높았다. 아일랜드와 미국에서는 5%, 캐나다와 영국에서는 7%였다. 2016/17년까지 스웨덴에서는 28%로 증가했다.

## 한부모

싱글맘과 아이

서구권에서는 혼인 여부와 관계없이 한 사람이 아이를 양육하는 경우 한부모라고 부른다. 여기에는 미혼모로서 아기를 갖게 되거나 기혼녀로서 이혼, 별거, 사별 등의 상태로 배우자 이외의 아기를 가지거나 입양 등을 포함하는데, 대한민국에서도 사회사업 대상 규정으로는 이 범위를 따른다. 서구권에서는 미혼모에 대한 경제적 지원의 폭이 넓다.
대한민국에서 미혼모의 개념은 사회 문제화 되는 규범내에서 정의되는 경향이 있고, 미망인과 같이 성차별적인 용어로 쓰이고 있다.
대한민국에서도 21세기 들어 싱글맘 또는 싱글대디는 ‘배우자 없이 자녀를 기르는 사람'을 뜻하는 신조어로 쓰인다.

## 같이 보기
- 난혼
- 혼전 성교
- 자유연애주의
- 사실혼
- 인공임신중절
- 속도위반 결혼
- 저출산